# Gymnasium Oberalster

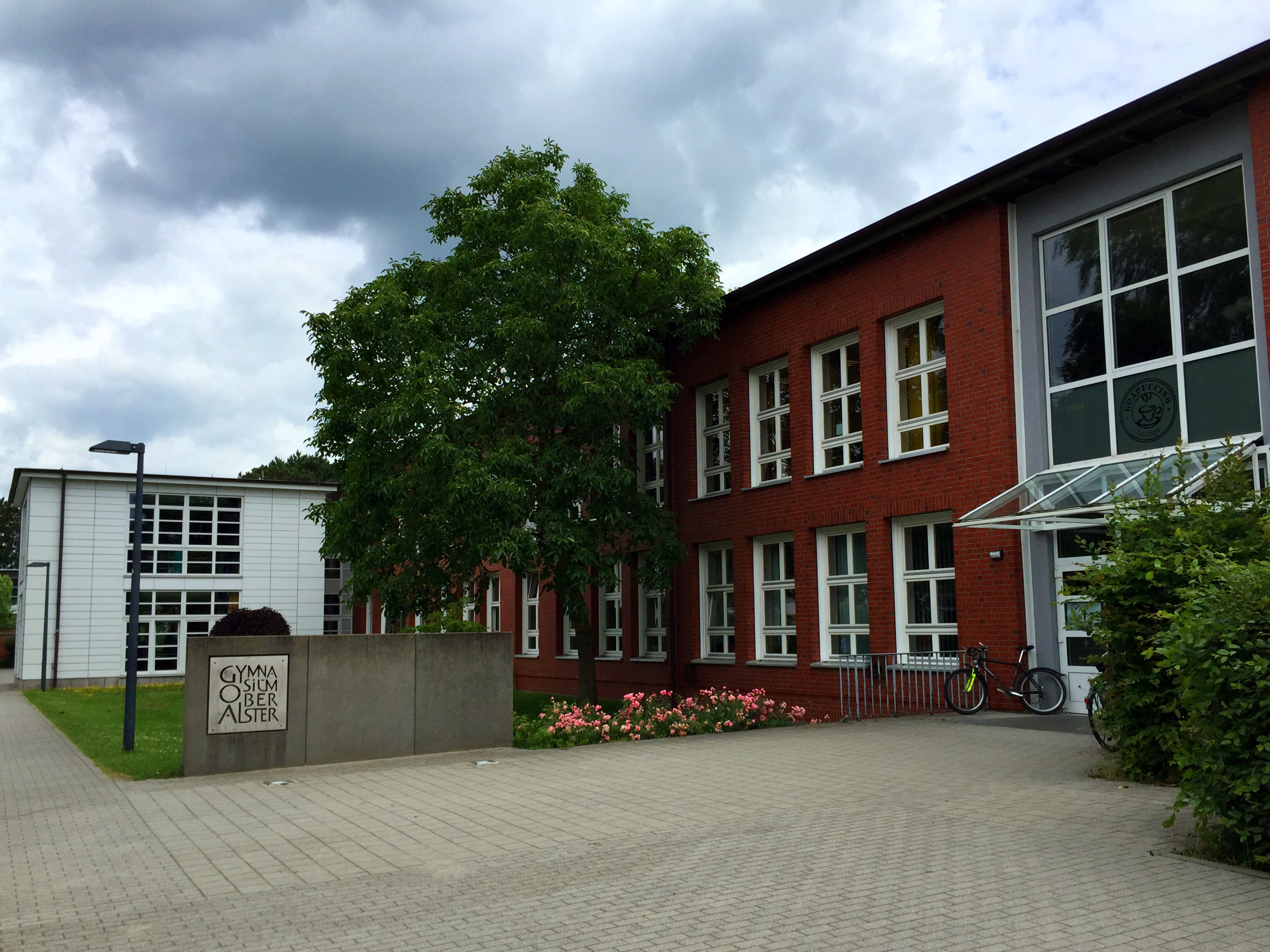
Blick auf das Hauptgebäude, 2016

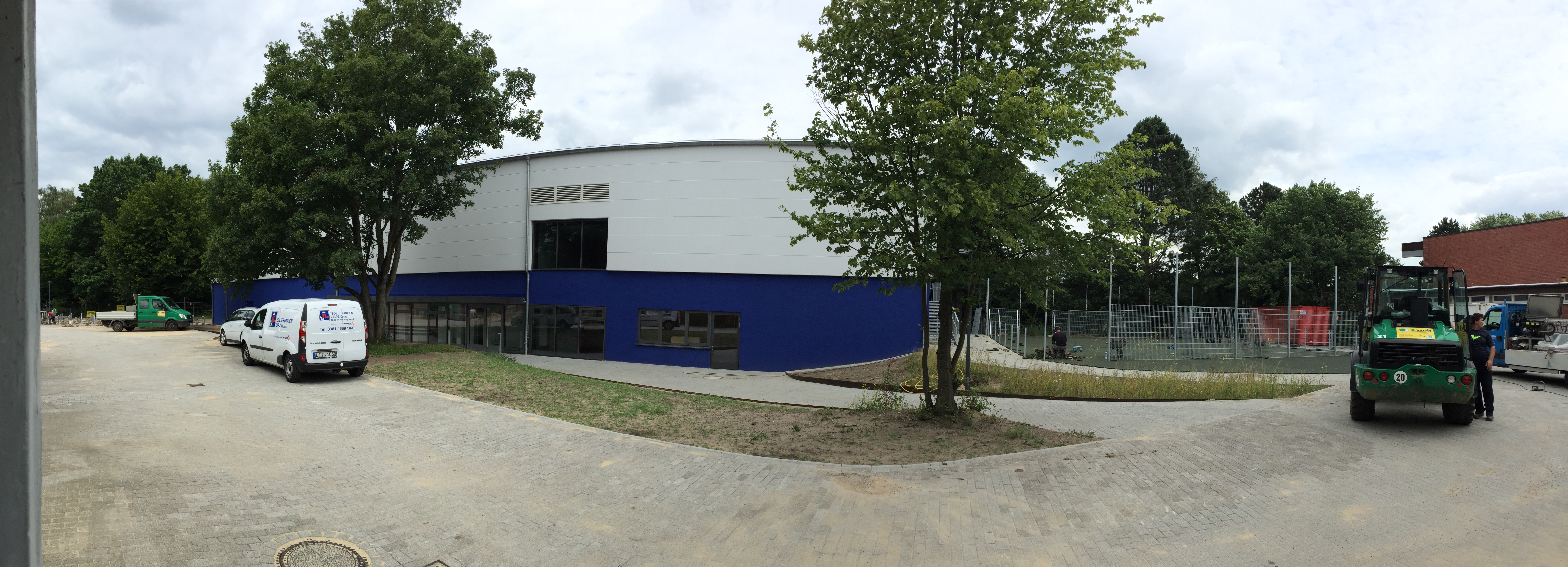
Neue Turnhalle, 2016

Das Gymnasium Oberalster ist ein staatliches Gymnasium im Hamburger Stadtteil Sasel.

## Schulgeschichte

### Erste Gründung als „Langemarck-Schule“
Das Gymnasium Oberalster hat als Schule zwei Wurzeln: Die eine findet sich in den Zerstörungen durch die alliierten Bombenangriffe auf Hamburg, insbesondere in der Operation Gomorrha 1943. Die andere Wurzel ist eine Entscheidung der britischen Besatzungsmacht, die Schule neuzugründen und damit zu entnazifizieren.
Sasel und Poppenbüttel hatten 1939 insgesamt nur etwas mehr als 10.000 Einwohner. Das änderte sich durch die Kriegszerstörungen Hamburgs erheblich: Viele Ausgebombte wurden in den ländlichen Randbezirken provisorisch untergebracht, nach 1945 kamen auch noch Vertriebene und Flüchtlinge aus den Ostgebieten des Deutschen Reiches hinzu. So hatte sich 1950 die Bevölkerungszahl mit über 25.000 Menschen mehr als verdoppelt. Da aufgrund der Bombenangriffe die Schüler aus den Innenstadtlagen unter anderem in die Außenbezirke evakuiert wurden, bestand bereits 1944 ein dringender Bedarf an einer weiteren Oberschule im Nordosten Hamburgs. Diese sollte zunächst in Jenfeld eingerichtet werden. Da aber auch hier die Kriegsbombardements immer stärker wurden, entschied man sich für das ländliche Alstertal in Poppenbüttel. Zwischen der Mellingburger und der Poppenbütteler Schleuse wurde eine bislang von einer Kindertagesstätte genutzte Baracke winterfest gemacht und mit einfachen Mitteln in zwei Klassenzimmer aufgeteilt. Die Ausstattung wurde von anderen Schulen zusammengetragen, die Schule zunächst als Außenstelle der „Oberschule in der Martinistraße“ geführt und aus dem Etat der durch die Bombenangriffe zerstörten „Wissenschaftlichen Oberschule Rothenburgsort“ finanziert (diese Finanzierung wurde auch nach der Neugründung des GOA 1945 zunächst beibehalten). Als Name wurde schließlich „Langemarck-Schule“ gewählt. Der Unterricht begann am 11. September 1944.
Der Standort am Alsterlauf war nur vorläufig: Für einen neuen großen Schulkomplex begannen Ausschachtungen weiter nördlich in Richtung der Alten Mühle – diese wurden nach Kriegsende 1945 jedoch nicht weitergeführt.
Der Name der neugegründeten Schule hatte eine Propagandafunktion: In Langemarck in Flandern waren im Herbst 1914 junge Kriegsfreiwillige in den Tod gestürmt – angeblich mit dem Singen des Deutschlandliedes (Mythos von Langemarck). Dieser Mythos der Aufopferung der Jugend für die Nation wurde von den Nationalsozialisten als Symbol für den totalen Einsatz der Jugend benutzt und entsprechend für die Schulneugründung verwendet. Auch die einzelnen Klassen enthielten ideologisch geprägte Namen. So wurde eine Mädchenklasse nach einer von Tieffliegern erschossenen BDM-Führerin benannt.
In der Gründung über die Einsatzschule Martinistraße, der Namensgebung und der Auswahl des ersten Schulleiters zeigte sich die starke ideologische Ausrichtung des der neuen Schule im Sinne der nationalsozialistischen Herrschaft. Schulleiter wurde – nur vier Jahre nach seinem Eintritt in den Hamburger Schuldienst – Wolfgang Jünemann, der als hoher HJ-Führer rasant Karriere gemacht hatte.

### Neugründung als „Oberschule für Jungen und Mädchen“ in Poppenbüttel
Nach der Kapitulation der Wehrmacht am 8. Mai 1945 schlossen die Briten alle Schulen in Hamburg, das in ihrer Besatzungszone lag.
Bereits am 6. August 1945 begann jedoch in Volksschulen (heute: Grundschulen und Stadtteilschulen) der Unterricht wieder, am 2. Oktober wurden die höheren Schulen (heute: Gymnasien) wieder eröffnet. Der Zeitdruck verhinderte eine gründliche Entnazifizierung: Offensichtlich belastete Oberschulräte und Lehrkräfte wurden aus dem Schuldienst entlassen; alle anderen Fälle konnten nur oberflächlich oder zunächst gar nicht geprüft werden.
Am 2. Oktober 1945 wurde die Schule offiziell neugegründet, am selben Ort und mit den gleichen Schülern. Der neue Schulleiter, Dr. Eckmann, brachte zwei neue Lehrkräfte mit, zwei Lehrkräfte der bisher am gleichen Ort bestehenden „Langemarck-Schule“ unterrichteten zunächst ohne Unterrichtserlaubnis weiter und wurden im Oktober/November 1945 dann aus dem Beamtenverhältnis entlassen. Die drei verbleibenden Lehrkräfte waren für drei fünfte Klassen verantwortlich: eine Jungen-, eine Mädchenklasse und eine (zunächst wegen der Ausnahmesituation des Krieges eingerichtete) Koedukationsklasse. Die drei Klassen wurden im Schichtbetrieb in den beiden Klassenräumen der Baracke unterrichtet. Zwischen den beiden Klassenräumen befand sich das „Lehrerzimmer“ (eigentlich nur ein Durchgang), das gleichzeitig als Schulleiterzimmer diente. Einen Wasseranschluss gab es nicht, auf dem Hof stand eine Schwengelpumpe, vor der sich so manche Schlange bildete. Als sanitäre Anlagen standen für Jungen und Lehrer beziehungsweise Mädchen und Lehrerinnen nur je ein Plumpsklo außerhalb der Baracken zur Verfügung – mit Senkgruben ohne Sielanschluss, die von Zeit zu Zeit ausgepumpt wurden. So ist es nicht verwunderlich, dass sich in jeder Pause lange Schlangen an den beiden Toiletten bildeten und auch einmal der Unterricht ausfallen musste, weil ein Sturm das „Klo weggeweht“ hatte.
Diese sehr provisorischen Bedingungen mussten vor dem Hintergrund der Kriegszerstörungen, des Hungers und des Mangels der Nachkriegsjahre akzeptiert werden. In den folgenden Jahren änderte sich nur wenig: Es wurden weitere Baracken errichtet, der eigentliche Neubau der Schule begann 1952 mit der Grundsteinlegung am heutigen Standort. Erst 1959 konnte die Barackenschule endgültig aufgegeben und abgerissen werden.

### Anfangsjahre (1945–1950)
Die unmittelbare Nachkriegszeit mit den vielfältigen Mangelerscheinungen, den Improvisationen und den Herausforderungen nach dem Ende der nationalsozialistischen Diktatur endete für das Gymnasium Oberalster eigentlich erst mit dem Bezug des Neubaus 1958. Bis dahin erging es der Schule so wie vielen Neugründungen in Hamburg: Jedes Jahr kamen weitere Schüler und damit auch Lehrkräfte hinzu, es gab einen dauerhaften Mangel an Räumen und mit jedem aufwachsenden Jahrgang waren weitere Lehrpläne und Vorgaben der Schulbehörde umzusetzen. Zusätzlich machte sich – insbesondere nach der Währungsreform 1948 und der Gründung der Bundesrepublik Deutschland 1949 – die zunehmende wirtschaftliche und politische Stabilisierung bemerkbar. Das betraf Schülerschaft wie Lehrerkollegium gleichermaßen. Hinzu kommt: Nach der ideologischen Ausrichtung während der nationalsozialistischen Diktatur, die sich im Krieg massiv verstärkt hatte, gab es weder in der Schülerschaft noch im Lehrerkollegium ein Interesse an politischen Diskussionen und Kontroversen. Stattdessen galt die Devise: Die Schule sollte wieder zur Ruhe kommen, vieles, was während der Diktatur und den Kriegsjahren nicht unterrichtet werden konnte, wurde wieder vermittelt beziehungsweise „nachgeholt“. Dazu gehört auch die Wiedereinführung des 13. Schuljahres, mit der die Einführung des achtjährigen Gymnasiums durch die Nationalsozialisten rückgängig gemacht wurde.

### Wachsende Schule (1950–1965)
Die 1950er und frühen 1960er Jahre gelten in der gesellschaftlichen Wahrnehmung als eine Zeit des wirtschaftlichen Aufbruchs („Wirtschaftswunder“) – begleitet durch ein Wiederaufleben von konservativen Traditionen in fast allen gesellschaftlichen Bereichen. Im Schulbereich traten die konservativen Strömungen besonders deutlich hervor. Beispielsweise kehrten alle Bundesländer zum Abitur nach 13 Schuljahren zurück, und in Hamburg scheiterte der Versuch der SPD, die sechsjährige Grundschule einzuführen, in einer Wahlniederlage mit einem Regierungswechsel.
Für das Gymnasium Oberalster waren dies unruhige Jahre. Das lag zum einen an der Raumsituation, die sich so langsam verbesserte, dass erst am 15. September 1959 der endgültige Abschied von den Baracken gefeiert und damit auch der Umzug zum neuen Standort Alsterredder abgeschlossen wurde.
Am Anfang gab es nur die Baracke I mit den beiden Klassenräumen und dem Durchgang als Lehrer- und Schulleiterzimmer. Bis 1948 kamen eine Hausmeister- und eine Lehrerzimmerbaracke hinzu, in den folgenden Jahren wurden noch zwei weitere Unterrichtsbaracken errichtet. Seit 1946/47 gab es auch elektrische Beleuchtung, die sanitäre Situation verbesserte sich allerdings nicht.
Eine Rolle bei den Verzögerungen spielte die Freie und Hansestadt Hamburg, die mit ihrer Schulpolitik (Einführung der sechsjährigen Grundschule) den Raumbedarf am neuen Gymnasium unterschätzte und daher den Neubau der Schule nicht in einem Rutsch, sondern in drei aufwendigen und getrennten Bauabschnitten vollzog. Der Hauptgrund war jedoch das durchgängige Wachstum der Schule: Am 2. Oktober 1945 wurden drei weitere Klassen aufgenommen, sodass nunmehr circa 200 Schüler vorhanden waren. 1949 waren 309 Schüler erreicht, 1953 waren es 345 und 1954 sprangen die Schülerzahlen auf 473, dann 1955 auf 539. Das Gymnasium bekam jedes Jahr einen neuen Jahrgang nach oben, gleichzeitig nahm aber auch der Andrang in den Eingangsklassen immer mehr zu, da immer mehr Häuser und Wohnungen gebaut wurden und im näheren Umfeld kein weiteres Gymnasium zur Verfügung stand. Zudem gingen bereits in den 1950er Jahren immer mehr Schüler auf die Gymnasien über, eine Entwicklung, in der die Großstädte Vorreiter waren.
Von 1955 bis 1964 blieben die Schülerzahlen dann bei circa 550 stabil, bis mit den geburtenstarken Jahrgängen eine zweite Welle der Expansion begann: Bis 1966 stiegen die Zahlen auf 758 an und erneut wurden Baracken errichtet, natürlich nur als „Provisorium“ für eine kurze Zeit. Diese blieben dann jedoch bis Ende der 1970er Jahre in Benutzung.
Im Bereich der Koedukation war das Gymnasium Oberalster für die damalige Zeit ein Vorreiter, wie ein Blick in das Schularchiv zeigt. In der Festschrift von 1955 schreibt der damalige Schulleiter, dass man bereits seit 1945 so gute Erfahrungen mit der (durch die Umstände erzwungenen) Koedukation gesammelt habe (eine der drei Klassen war gemischt), dass man gleich dabei geblieben sei und die Schule durchgängig koedukativ führe. Das war in den 1950er und 1960er Jahren nicht selbstverständlich, in der Mehrzahl der Schulen wurde die Koedukation erst Ende der 1960er, Anfang der 1970er Jahre eingeführt.
Mit den schulischen Schwerpunkten in den neusprachlich-naturwissenschaftlichen Fächern sowie dem Theaterspielen und Musizieren zeigte sich die Schule als eine zeittypische Neugründung nach 1945. Zeittypisch waren auch die großen Schulfeste, bei denen u. a. der Schulleiter Dr. Kiendl besonders engagiert war. Nicht zeittypisch war das Fehlen der Aula, so dass beispielsweise die Abiturbälle im Randel, einem damals bekannten Café und Ausflugslokal in Wellingsbüttel, stattfanden.

### Eine selbstgestaltete gymnasiale Oberstufe (1968–1973)
1961 ordneten die Kultusminister der Länder die gymnasialen Oberstufen neu und führten dabei Reformen durch. Es gab (begrenzte) Wahlmöglichkeiten und die Länder konnten ein „Vorabitur“ einführen, sodass bestimmte Prüfungsfächer bereits ein Jahr vor dem Abitur absolviert waren. Der Reformdruck wuchs jedoch, hinzu kamen die politisch aufgewühlten späten 1960er Jahre. Insbesondere der feste Unterricht im Klassenverband und die Unterscheidung von Haupt- und Nebenfächern wurde nicht mehr als zeitgemäß empfunden.
1972 kam es mit der „Vereinbarung zur Neugestaltung der gymnasialen Oberstufen“ zur großen Reform: Ein völlig neues Modell der individuellen Differenzierung in Grund- und Leistungskurse ersetzte sowohl den Klassenverband als auch die traditionelle mathematisch-naturwissenschaftliche oder sprachliche Ausrichtung der Oberstufen. Die Oberstufe und die Abiturprüfung wurden in hohem Maße verrechtlicht, das Erlangen der notwendigen Notenpunkte wurde für viele Schüler wichtiger als inhaltliche Fragen oder die Frage nach dem jeweiligen Unterrichtsfach. Denn die vielen Freiheiten, die sich aus der reformierten Oberstufe ergaben, wurden gleichzeitig durch die Einführung von Zulassungsbeschränkungen in vielen Studienfächern („Numerus Clausus“, NC) wieder begrenzt. Als spätester Einführungstermin für die Oberstufenreform war das Schuljahr 1976/77 vorgesehen – vier Jahre konnten die Länder also planen und erproben. In Hamburg, insbesondere im Nordosten der Hansestadt, sah es jedoch anders aus: Das GOA hatte sich bereits im Sommer 1968 auf den Weg zu einem neuen Oberstufensystem begeben und wurde so – mit wenigen anderen Schulen – zum Vorreiter im Hamburger Bildungssystem. Bereits im Sommer 1968 hatte sich am GOA ein „Arbeitskreis Oberstufenreform“ aus Lehrern, Schülern und Eltern zusammengefunden: Mehr Demokratie, neue Unterrichtsformen und neue Inhalte sollten die gymnasiale Oberstufe verändern. Der Arbeitskreis bezog seine Anregungen unter anderem vom „Politischen Arbeitskreis Oberstufe“, in dem bereits 1968–1970 Lehrkräfte intensiv über die Zukunft der Oberstufe diskutiert hatten, aber auch von Diskussionsergebnissen im Diskussionsteil des sonnabendlichen „Lehrer-Fußballkreises“. Hinzu kamen Exkursionen, wie zum Halpagen-Gymnasium in Buxtehude, das eine Vorreiterschule war. Zu einer solchen wurde das GOA nun auch: Bereits 1970 legte der letzte Jahrgang im Klassenverband die Reifeprüfung ab, es folgte eine Erprobungsphase mit jahrgangsübergreifenden Kursen, der Auflösung der Klassenverbände sowie der Einführung eines Tutorensystems. Die Schüler konnten nicht nur Kurse und Inhalte, sondern (soweit angeboten) auch unter den Lehrkräften wählen, die die jeweiligen Kurse anboten. Wo es möglich war, konnte dabei die Reihenfolge der Inhalte von den Schülern selbst festgelegt werden (das galt zum Beispiel für Gemeinschaftskunde). So erinnert sich Helmuth Peets an „äußerst fruchtbare Gemeinschaftskunde-Stunden mit heftigen, kontroversen Auseinandersetzungen zwischen autonomen Che-Guevara- und Rudi-Dutschke-Sympathisanten mit konservativ eingestellten Schülern“. Die Phase der eigenständigen, am GOA entwickelten Oberstufe, dauerte nur drei Jahre. Mit der Verabschiedung der „Neuordnung der gymnasialen Oberstufe“ durch die Kultusministerkonferenz (KMK) begann die hamburgweite Einführungsphase des neuen Systems – wieder war es das GOA, das in einer ersten Gruppe von Schulen das neue System testete.
Doch der Euphorie folgte die Ernüchterung. Insbesondere der Mangel an Studienplätzen und die Einführung des NC in vielen Studienfächern zeigte unschöne Folgen. So schrieb die GOA-Schülerzeitung „reflect II“ am 14. Februar 1974:

„Die große Jagd nach den Punkten ist ausgebrochen: Jeder versucht für sich, das beste Ergebnis herauszuholen. Jeder kämpft gegen Jeden! Wir sind froh, wenn schlechte Schüler den Durchschnitt senken und dadurch die eigene Leistung steigt. Die Rivalität geht sogar so weit, dass wir uns freuen, ‚wenn andere vorzeitig abgehen‘. Mehr Platz! Die Hilfsbereitschaft unter Schülern nimmt ab. Obwohl alle sich an diesem Wettlauf beteiligen, sind viele Schüler mit ihrer Situation nicht zufrieden. Egoismus und abweisende Distanz bestimmen das Verhältnis der Schüler zueinander. Noch krasser hat sich das Verhältnis Lehrer Schüler entwickelt. Die Schule ist zur Lehrmaschine geworden. Durch fehlenden Bezug zur Praxis und Überbewertung der Leistung verlieren die Lehrinhalte an Bedeutung. Durch einseitige Anforderungen werden wir kopflastig, bleiben wir in der Theorie stecken. Die Fähigkeit, eigene Ideen zu entwickeln und in die Praxis umzusetzen, verkümmert.“

### Der Weg zur Aula (1958–1998)
Das Gymnasium Oberalster war 14 Jahre lang von baulichen Provisorien geprägt. Erst ab 1959 wurden alle Schüler im Neubau unterrichtet. Schon zu dessen Grundsteinlegung 1952 war es das Bestreben der Schulleitung, eine große Aula zu errichten, die für ein vollständiges Gymnasium als notwendig angesehen wurde. Dafür setzten sich Schulleitung, Eltern und Schüler immer wieder ein. Doch zum Erfolg kam es nicht: In den 1950er Jahren gab es Planungen der Schulbehörde, am Alsterredder eine große, sechsjährige Grundschule mit angeschlossener Volksschule zu errichten, dann hätte das Gymnasium weichen müssen, ein Aula-Bau wurde verschoben.
Später erhielt die heutige Irena-Sendler-Stadtteilschule bevorzugt eine Aula. Schließlich gerieten Schulaulen in Hamburg völlig aus der Mode. In den 1960er und 1970er Jahren war es praktisch unmöglich, den Bau einer Schulaula für gemeinsame Schulveranstaltungen genehmigt und finanziert zu bekommen.
1990 startete der neue Stellvertreter und spätere Schulleiter Volker Stockstrom eine neue Initiative: Ein „Aula-Kreis“ aus Eltern und Lehrern wurde gegründet und erstellte ein konkretes Konzept für eine 3,5 Millionen D-Mark teure Schulaula. Ein Jahr später sagte die Schulsenatorin Rosemarie Raab (SPD) einen Zuschuss der Stadt von 300.000 D-Mark zu, einschließlich der städtischen Übernahme des Gebäudes. Nun konnten Spenden gesammelt werden. Bereits nach sechs Wochen waren mehr als 100.000 D-Mark zusammengekommen – doch dann riss der Geldstrom ab. Im September 1992 entschied man daher, das ganze Projekt zu begraben und die bereits geleisteten Spenden zurückzuzahlen. Doch die Schulbehörde verdoppelte ihren Zuschuss und drei Großspender sowie viele kleine Spender machten das ganze Projekt wieder möglich. So konnte im Januar 1994 der Bauantrag gestellt, im Herbst 1994 der Baubeginn und im Herbst 1995 das Richtfest erfolgen. Beim Schuljubiläum 1995 wurde die erste Schulveranstaltung im Rohbau gefeiert.

### Bezüge zum ehemaligen KZ-Außenlager Sasel
1982 wurde auf Initiative einer zehnte Klasse und ihres Lehrers ein Gedenkstein am ehemaligen Lagergelände des KZ-Außenlager Hamburg-Sasel aufgestellt. Die Klasse hatte in den beiden Jahren zuvor die Geschichte des Lagers erforscht und eine Broschüre darüber veröffentlicht sowie die Gestaltung des Gedenksteins entworfen. Ab 2025 übernimmt die Schule wieder die Ausrichtung der jährlichen Gedenkveranstaltung am 24. Januar, dem jährlichen Holocaust-Gedenktag. Außerdem nutzt die Schule seit 2024 die Gedenkstätte Plattenhaus Poppenbüttel für den Unterricht und entwickelt hier mit der Stiftung Hamburger Gedenkstätten und Lernorte eine neue Kunstinstallation.

### Schülerzahlentwicklung seit den 1980er Jahren
Nachdem zu Beginn der 1970er Jahre mit 1100 Schülern ein neuer Rekord erreicht war, brachten die Ausgründungen Gymnasium Müssenredder (heute Carl-von-Ossietzky-Gymnasium), Gymnasium Harksheider Straße (heute Heinrich-Heine-Gymnasium) und Gymnasium Grootmoor einen dauerhaften Rückgang der Schülerzahlen. Im Durchschnitt wurden jedes Jahr vier Klassen mit ca. 100 Schülern aufgenommen.

## Schülerzeitungen
Schülerzeitungen haben am Gymnasium Oberalster eine ganz besondere Geschichte. Ein erstes Exemplar findet sich im Schularchiv von 1950. Mehrere kleinere und eher kurzzeitige Versuche folgten. 1959 kam dann der „Schwamm“ und wurde zu einem in ganz Hamburg beachteten Erfolg: Auf einer eigenen Druckmaschine in der Schule entstanden nicht nur die Basisausgaben mit einer Auflage von bis zu 1000 Exemplaren, sondern auch „Extrablätter“. Das Hamburger Abendblatt wurde aufmerksam und brachte einen großen Artikel unter der Überschrift „Im Schwamm spiegelt sich das Leben der Schule wider.“ Im Hotel Randel veranstaltete die Redaktion des Schwamms einen „Presseball“, auf dem eine besondere Unterstufenausgabe, das „Schwämmchen“ vorgestellt wird. Die Jahre 1960 bis 1965 erweisen sich im Rückblick als Blütephase des SCHWAMMS – später gefolgt von weiteren Schülerzeitungen wie „Cosa nostra“, dem „GOANER“ oder „Szene G“. Im Schwamm finden sich auch Erinnerungen zur Schulgeschichte, so z. B. zwei Rückblicke auf den ersten Schultag von Abiturienten 1955 und 1966.

## Lage und Architektur
In den Jahren 2004 bis 2007 wurde das Gymnasium aufwändig renoviert. 2016 wurde außerdem eine neue Dreifeld-Sporthalle fertiggestellt. Im Juni 2017 wurde die Bibliothek von 120 m² auf 180 m² vergrößert. Dort stehen 10.000 Medien zur Verfügung.

## Internationale Kontakte
Die Melrose High School ist durch das German-American Partnership Program seit 1976 schulpartnerschaftlich mit dem Gymnasium Oberalster verbunden. Alle zwei Jahre reisen etwa zwanzig deutsche Schüler für ca. vier Wochen nach Melrose bei Boston und werden anschließend von ihren Austauschpartnern in Deutschland besucht.
Französische Partnerschulen sind das Collège de la Vallée in Avon (Seine-et-Marne) und das „Collège Font d'Aurumy“ in Fuveau, Frankreich. Jedes Jahr bietet das Gymnasium Oberalster eine Austauschwoche für die 7. und 8. Klasse in Avon an.
Seit dem Jahr 2015 besteht Kontakt zu einer Partnerschule in Madrid. Der Austausch umfasste etwa zwanzig Schüler der 10. Klasse.
Beim Projekt GOA va a Nicaragua arbeitete in den Jahren 2004 und 2006 jeweils eine Schülergruppe in Nicaragua. In Léon half sie 2004 bei der Installation einer Trinkwasseraufbereitungsanlage und 2006 beim Bau eines Schulgebäudes.

## Außerschulische Angebote
Neben Arbeitsgemeinschaften im Sportbereich (z. B. regelmäßig Tischtennis, Fußball, Volleyball und Golf) werden auch musikalische Arbeitsgemeinschaften (z. B. Big Band, Popchor, Orchester) angeboten.
Jährlich erscheint das Jahrbuch des Gymnasiums Oberalster, in dem auch viele von Schülern verfasste Beiträge veröffentlicht werden. Am Gymnasium Oberalster wird ein Schülercafé namens Goapuccino betrieben. Das Café ist ein Teil des Wirtschaftskurses der Profiloberstufe, bei dem die Schüler das Café nach dem TheoPrax-Prinzip als Unternehmen führen und leiten.

## Persönlichkeiten
- Heinz Perleberg (1925–2019), Sportler und Trainer (Handball), Lehrer für Geschichte und Sport am Gymnasium Oberalster
- Frank Dahrendorf (1934–2013), Politiker (SPD) und Rechtsanwalt, Abitur 1953 an der Wissenschaftlichen Oberschule in Poppenbüttel (Bezeichnung bis 1963)
- Dieter Staacken (* 1935), Maler und Schriftsteller, Kunstlehrer am Gymnasium Oberalster
- Jürgen Werner (1935–2002), Fußballer, Latein- und Sportlehrer am Gymnasium Oberalster
- Harro Kiendl (* 1936), Hochschullehrer
- Henning Voscherau (1941–2016), Politiker (SPD) und Erster Bürgermeister Hamburgs, Abitur am Gymnasium Oberalster
- Hartmut Engels (1942–2014), Mathematik- und Physiklehrer sowie Politiker (CDU), ab 1970 Lehrer am Gymnasium Oberalster
- Otto Quirin (1927–2022 eigentlich Otto Kaiser), Maler der lyrischen Abstraktion, Deutsch- und Kunstlehrer 1956–1966
- Willi Lemke (1946–2024), Politiker (SPD) und Sportfunktionär, Abitur am Gymnasium Oberalster
- Knut Fleckenstein (* 1953), Politiker (SPD), 1974 Abitur am Gymnasium Oberalster
- Madeleine Jakits (* 1955), Journalistin
- Verena Lappe (* 1956), Politikerin (GAL), MdHB, ehemalige Vizepräsidentin der Bürgerschaft
- Marion Elskis (* 1960), Schauspielerin, 1980 Abitur am Gymnasium Oberalster
- Alexander Röder (* 1960), Theologe und Hauptpastor an St. Michaelis, Abitur am Gymnasium Oberalster
- Susanne Rubbert (* 1955), Verwaltungsrichterin, stellvertretende Richterin am Hamburgischen Verfassungsgericht
- Anja Quast (* 1971), Politikerin (SPD), Mitglied der Hamburgischen Bürgerschaft
- Hendrik von Bültzingslöwen (* 1984), Schauspieler, 2003 Abitur am Gymnasium Oberalster
- Gustavs Gailus (* 1993), Schauspieler